# Петров, Валентин Николаевич
Валентин Николаевич Петров (14 марта 1926, Москва — 2001) — советский футболист, нападающий. Мастер спорта СССР (1952).

## Биография
В 1952—1953 годах был в составе московского «Торпедо». В 1952 году сыграл четыре или пять матчей, забил два гола в Кубке СССР, в том числе забил единственный мяч в финальном матче на 89-й минуте в ворота московского «Спартака». Единственную игру в чемпионате СССР провёл в 1 туре первенства 1953 года 19 апреля в гостевом матче против вильнюсского «Спартака» (1:3) — был заменён на 68-й минуте.
Скончался в 2001 году.